# Комета у Мумі-долі
«Комета у Мумі-долі» (яп. ムーミン谷の彗星, Mūmindani no Suisei) — японсько-фінсько-голландський аніме-фільм зроблений студією Бенілюкс Б. В. Фільм заснований на однойменному романі фінської ілюстраторки та письменниці Туве Янссон, опублікованому спочатку шведською мовою. Це був перший повнометражний Мумі-фільм. Він був випущений в Японії вперше театрально 8 серпня 1992 року як потрійний фільм із двома непов'язаними коротшими фільмами, а пізніше вийшов на відео з додатковими кадрами на 10 хвилин. Фільм дубльовано кількома європейськими мовами. Це був сьомий за переглядом фільм у Фінляндії у сезоні 1992/1993 з 166738 глядачами.
Оскільки оригінальний роман представляє багато повторюваних персонажів, які з'являються в пізніших романах «Мумі-тролі», фільм аналогічно працює як приквел до аніме-серії «Щасливе сімейство Мумі-тролів».У міжнародній версії фільму представлена нова музична партитура, написана П'єром Картнером, тоді як оригінальний японський реліз фільму в основному переробляє партитуру Суміо Шираторі з аніме-серії. У японській версії, однак, є нові пісні, що відкривають і закінчують — «Shiawase no morugaane» та «Kono uchuu he, tsutae tai», відповідно, обидві виконані Еміко Шираторі.
У листопаді 2020 року фільм буде випущений в театральний ефір, щоб збігтися з 75-річчям франшизи Moomin. Ця версія фільму ремастерирована у форматі 4K і включає перероблений саундтрек та нещодавно записану озвучку.